# شیزوکا کامی
شیزوکا کامی (انگلیسی: Shizuka Kamei؛ زادهٔ ۱ نوامبر ۱۹۳۶) رزمی کار، بازیگر و سیاستمدار اهل ژاپن است.